# Ucai
Ucai is een kevergeslacht uit de familie van de boktorren (Cerambycidae). De wetenschappelijke naam van het geslacht werd voor het eerst geldig gepubliceerd in 2009 door Galileo & Martins.

## Soorten
Ucai is monotypisch en omvat slechts de volgende soort:
- Ucai nascimentoi Galileo & Martins, 2009